# The Sun on the Roof of the World
The Sun on the Roof of the World (shi jie wu ji de tai yang) is een Chinese film uit 1992.

## Verhaal
Fang Jingsheng is een boortechnicus uit Peking die naar Tibet vertrekt om te werken voor een geothermisch project. Zijn vriendin Milan wil dat hij terugkomt om met haar te trouwen en hij gaat tegen de wil van zijn vader (de projectleider) terug. Bij aankomst in Peking vertelt Milan dat ze direct na hun huwelijk naar de VS wil vertrekken, waarop Fang besluit niet met haar te trouwen en terug te gaan naar Tibet. Milan raakt zwanger en gaat toch naar de VS, waar zij papieren voor Fang regelt. Op het project loopt het echter fout en tijdens een explosie komt Fang om het leven.

## Rolverdeling
| Acteur        | Personage |
| ------------- | --------- |
| Guoqing Liang |           |
| Huang Jiao    |           |
| Aliya         |           |